# Regionalwahl in den Abruzzen 1995
Die Regionalwahl in den Abruzzen 1995 fand am 23. April statt; der Regionalrat und der Präsident der Region wurden gleichzeitig gewählt.

## Wahlergebnis
| Kandidaten                           | Kandidaten              | Stimmen | %    | Listen                             | Stimmen | %    | Mandate |
| ------------------------------------ | ----------------------- | ------- | ---- | ---------------------------------- | ------- | ---- | ------- |
|                                      | Antonio Falconiogewählt | 381.051 | 48,2 | Partito Democratico della Sinistra | 173.726 | 24,1 | 9       |
| Partito della Rifondazione Comunista | Antonio Falconiogewählt | 381.051 | 48,2 | 65.668                             | 9,1     | 3    |         |
| Popolari                             | Antonio Falconiogewählt | 381.051 | 48,2 | 62.597                             | 8,7     | 2    |         |
| Patto dei Democratici                | Antonio Falconiogewählt | 381.051 | 48,2 | 48.395                             | 6,7     | 2    |         |
| Federazione dei Verdi                | Antonio Falconiogewählt | 381.051 | 48,2 | 20.886                             | 2,9     | 1    |         |
| Mandate der Listengruppe             | Antonio Falconiogewählt | 381.051 | 48,2 | –                                  | –       | 8    |         |
| ↳ Gesamt                             | Antonio Falconiogewählt | 381.051 | 48,2 | 371.272                            | 51,6    | 25   |         |
|                                      | Piergiorgio Landini     | 373.101 | 47,2 | Forza Italia - Il Polo Popolare    | 141.685 | 19,7 | 7       |
| Alleanza Nazionale                   | Piergiorgio Landini     | 373.101 | 47,2 | 128.539                            | 17,9    | 6    |         |
| Centro Cristiano Democratico         | Piergiorgio Landini     | 373.101 | 47,2 | 53.745                             | 7,5     | 2    |         |
| ↳ Gesamt                             | Piergiorgio Landini     | 373.101 | 47,2 | 323.969                            | 45,0    | 15   |         |
|                                      | Nicola Cucullo          | 19.479  | 2,5  | Movimento Sociale Fiamma Tricolore | 10.000  | 1,4  | –       |
|                                      | Riccardo Chiavaroli     | 16.600  | 2,1  | Lista Pannella - Riformatori       | 14.689  | 2,0  | –       |
| Gesamt                               | Gesamt                  | 790.231 | 100  |                                    | 719.930 | 100  | 40      |